# Callitris verrucosa
Callitris verrucosa es una especie de árbol de las coníferas en la familia Cupressaceae (familia de los cipreses), nativo de Australia.

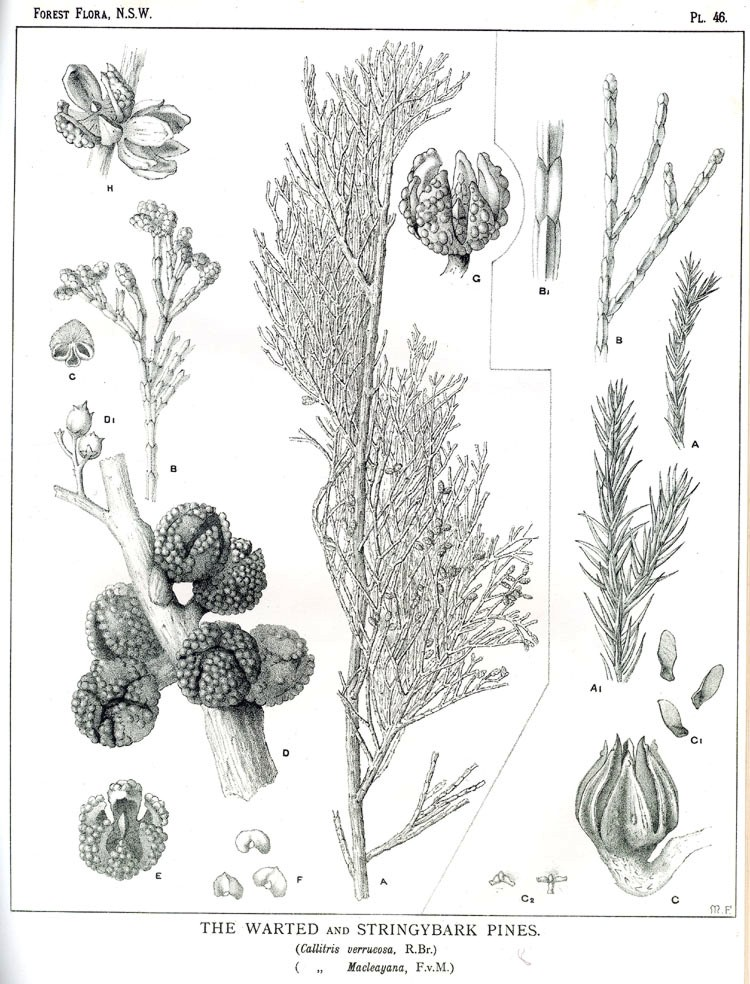
Ilustración de la izquierda

## Descripción
Callitris verrucosa tiene conos generalmente de <25 mm de diámetro, densamente verrugosa (en Nueva Gales del Sur). Es un pequeño árbol raquítico, a menudo, con varios troncos y rara vez de más de 6 m de altura, el follaje es glauco. Los conos femeninos amplio ovoides a deprimido-globosos, las verrugas en su mayoría pequeñas, 1-2 mm de diámetro, a veces más grandes y más dispersas.

## Taxonomía
Callitris verrucosa fue descrita por A.Cunn. Ex Endl.) R.Br. ex Mirb. y publicado en Systematic Census of Australian Plants ... 109. 1882.
Etimología
Callitris: nombre genérico que deriva de las palabras griegas: 
kallos que significa "hermosa" y treis = "tres""; a causa de la disposición simétrica de las hojas.
verrucosa: epíteto latíno que significa "con verrugas".
 Sinonimia
- Callitris preissii subsp. verrucosa (A.Cunn. ex Endl.) J.Garden
- Callitris preissii var. verrucosa (A.Cunn. ex Endl.) Silba
- Callitris preissii subsp. verrucosa (A. Cunn. ex Mirb.) F. Muell.
- Callitris robusta var. verrucosa (A.Cunn. ex Endl.) F.M.Bailey
- Callitris verrucosa (A. Cunn. ex Mirb.) F. Muell.
- Frenela robusta var. verrucosa (A.Cunn. ex Endl.) Benth.
- Frenela verrucosa A.Cunn. ex Endl.
- Frenela verrucosa A. Cunn. ex Mirb.[6]